# 33. pehotna divizija (Avstro-Ogrska)
33. pehotna divizija (izvirno nemško 33. Infanterie-Division oz. nemško 33. Infanterietruppendivision) je bila pehotna divizija avstro-ogrske kopenske vojske, ki je bila aktivna med prvo svetovno vojno.

## Organizacija
Maj 1941
- 65. pehotna brigada
- 66. pehotna brigada
- 1. poljskotopniški polk
- 5. težkohavbični divizion

## Poveljstvo
Poveljniki
- Karl von Rebracha: avgust - december 1914
- Ferdinand Goglia: december 1914 - maj 1915
- Theodor Hordt: maj 1915 - avgust 1916
- Artur Iwański: avgust 1916 - november 1918